# Лолер (Ајова)
Лолер (енгл. Lawler) град је у америчкој савезној држави Ајова. По попису становништва из 2010. у њему је живело 439 становника.

## Демографија
Према попису становништва из 2010. у граду је живело 439 становника, што је -22 (-4.8%) становника више него 2000. године.
| Група             | 2000.       | 2010.       |
| Белци             | 455 (98,7%) | 399 (90,9%) |
| Афроамериканци    | 0 (0,0%)    | 1 (0,2%)    |
| Азијати           | 0 (0,0%)    | 0 (0,0%)    |
| Хиспаноамериканци | 3 (0,7%)    | 39 (8,9%)   |
| Укупно            | 461         | 439         |